# Migración de leucocitos al foco inflamatorio
En ausencia de lesiones, los leucocitos se encuentran patrullando por el interior de los vasos sanguíneos, vigilando que no se produzcan infecciones en el organismo. Sin embargo, cuando se produce una lesión en un determinado órgano, los macrófagos tisulares liberan una serie de citocinas inflamatorias que activan el endotelio. La activación del endotelio implica un aumento de expresión de moléculas de adhesión, así como un aumento de la expresión de quimiocinas que atraen leucocitos al foco de inflamación. 
Comienza así el proceso por el cual los leucocitos atraviesan la pared del endotelio y se incorporan al tejido dañado para combatir la infección. Este proceso consta de tres fases: rolling o rodamiento, adhesión firme y extravasación leucocitaria o diapédesis.

## Moléculas implicadas
Podemos distinguir cinco clases de moléculas implicadas en la extravasación leucocitaria: integrinas, inmunoglobulinas, selectinas, receptores de quimiocinas y otros. Ejemplos de cada tipo de molécula se encuentran en la Tabla.
| Tipo de molécula          | Nombre              | Función                                               | Ligandos            | Expresión            |
| ------------------------- | ------------------- | ----------------------------------------------------- | ------------------- | -------------------- |
| Integrina                 | LFA-1 (CD11a, CD18) | Patrullamiento, locomoción y reclutamiento            | ICAM-1,-2           | Monocitos            |
| Integrina                 | Mac-1 (CD11b, CD18) | Reclutamiento, locomoción, transmigración, activación | Múltiples           | Monocitos            |
| Integrina                 | VLA-4 (CD59d, CD29) | Adhesión y transmigración                             | VCAM-1              | Monocitos            |
| Inmunoglobulina           | ICAM-1, -2          | Adhesión y transmigración                             | LFA-1               | Células endoteliales |
| Inmunoglobulina           | VCAM-1              | Reclutamiento                                         | PECAM-1             | Células endoteliales |
| Inmunoglobulina           | JAM-A               | Transmigración                                        | LFA-1, JAM-A, JAM-B | Células endoteliales |
| Inmunoglobulina           | JAM-B               | Transmigración                                        | VLA-4               | Células endoteliales |
| Inmunoglobulina           | JAM-C               | Bloqueo transmigración reversa                        | CAR                 | Células endoteliales |
| Selectina                 | E-Selectina         | Rodamiento                                            | PSGL-1,ESL-1        | Células endoteliales |
| Selectina                 | P-Selectina         | Reclutamiento, rodamiento                             | PSGL-1              | Células endoteliales |
| Selectina                 | L-Selectina         | Rodamiento, señalización                              | PSGL-1              | Monocitos            |
| Receptores de quimiocinas | CCR1                | Reclutamiento                                         | CCL5                | Monocitos            |
| Receptores de quimiocinas | CCR5                | Reclutamiento, transmigración                         | CCL5                | Monocitos            |
| Receptores de quimiocinas | CCR2                | Adhesión, transmigración                              | CCL2,-7,-12         | Monocitos            |
| Otras moléculas           | VE-cadherina        | Transmigración                                        |                     | Células endoteliales |

### Integrinas
Las integrinas son proteínas heterodiméricas de superficie celular que intervienen en la adhesión de leucocitos no solo a las células endoteliales, sino también a otros leucocitos y proteínas de matriz extracelular. Hay dos subfamilias principales de integrinas (β1 y β2): los miembros de cada subfamilia expresan un tipo de cadena β (β1 y β2) asociada de forma no covalente a una cadena α, que puede ser de diferentes tipos . Las integrinas β1 se expresan en todas las células del organismo, pero su expresión aumenta tras el inicio de la respuesta inflamatoria. Las integrinas β2 se expresan en granulocitos, monocitos y en ocasiones en linfocitos. Las integrinas más relevantes en extravasación leucocitaria son VLA-4 (integrina del tipo β1) y LFA-1 (integrina del tipo β2). Destacan también las integrinas de la familia β7 que se expreasan en linfocitos de las placas de Peyer, lámina propia y epitelio intestinal.
Los estímulos regulan la afinidad de las integrinas por sus ligandos, de forma que en situaciones en las que no hay infección, las integrinas no reciben estímulo y se encuentran en conformación de baja afinidad, mientras que cuando los leucocitos encuentran un foco inflamatorio, ese estímulo provoca la activación de las integrinas y que adopten la conformación de máxima afinidad. Intervienen en el rodamiento y la adhesión firme.

### Superfamilia de inmunoglobulinas
La mayoría de los ligandos de las integrinas son proteínas transmembrana que peternecen a la superfamilia de las inmunoglobulinas. Los ligandos más relevantes de LFA-1 son ICAM-1, cuya expresión se induce en contextos de inflamación, e ICAM-3, de expresión constitutiva. Por el contrario, el ligando más relevante de VLA-4 es VCAM-1, una molécula cuya expresión se induce en el endotelio tras la activación. 
Una familia importante de inmunoglobulinas que interviene en extravasación leucocitaria es la familia de las proteínas JAM (Junctional adhesión molecule). Es un conjunto de 6 proteínas (JAM-A,-B,-C,-4, ESAM y CAR) que se expresan en células endoteliales y pueden expresarse en leucocitos. Las proteínas JAM pueden interaccionar entre ellas o con integrinas.

### Selectinas
Las selectinas son glucoproteínas de tipo I que unen los hidratos de carbono presentes en sus ligandos. Hay tres selectinas importantes en la extravasación leucocitaria: la selectina L, la selectina P y la selectina E. La selectina L se expresa en la mayoría de los leucocitos de manera constitutiva, mientras que la selectina P y la selectina E solo se expresan en células endoteliales que han sido activadas por estímulos proinflamatorios. Intervienen en el rodamiento del monocito por el endotelio vascular. 
La proteína PSGL-1 actúa como ligando de las tres selectinas y es responsable del reclutamiento inicial de los leucocitos al foco inflamatorio. La unión de PSGL-1 a las selectinas E y P estimula la interacción entre los leucocitos y el endotelio, mientras que la unión entre PSGL-1 y la selectina L favorece la interacción entre leucocitos. Otro ligando importante de la selectina E es ESL1, que convierte las uniones transitorias entre leucocitos y endotelio en uniones más estables. 

### Receptores de quimiocinas
Las quimiocinas son proteínas de pequeño tamaño que tienen función quimiotáctica, esto es, dirigir el movimiento de las células. En nuestro contexto, son proteínas encargadas de dirigir a los leucocitos hacia el foco de infección.  Las quimiocinas secretadas durante la infección se unen a proteínas de la matriz extracelular, donde se cree que permanecen inmovilizadas sin pasar a la circulación. Esto favorece su permanencia en el lugar de producción y hace posible la migración de los leucocitos a través del gradiente de concentración que se crea. Poseen residuos de cisteína fundamentales para su función.
Las cisteínas van a permitir diferenciar entre dos tipos de quimiocinas en función de si las dos primeras cisteínas de la quimiocina están separadas o no por otro aminoácido: quimiocinas CC (cisteína-cisteína) y quimiocinas CXC (cisteína-X-cisteína). 
Estas quimiocinas dirigen el desplazamiento de los leucocitos a través de su interacción con los receptores de los leucocitos. Estos receptores de quimiocinas se encuentran acoplados a proteínas G y son por tanto GPCRs (G-protein coupled receptors).
Por otra parte, la interacción de las quimiocinas con sus receptores desencadena una cascada de señalización que promueve que las integrinas del monocito modifiquen su conformación de baja afinidad a alta afinidad. Este proceso se conoce con el nombre activación de integrinas por señalización “de dentro a fuera” (la señalización en el interior de la célula desemboca en la activación de integrinas, que se encuentran en una parte más externa de la célula).

### Otras moléculas
VE-cadherina (cadherina del endotelio vascular) es una glicoproteína de membrana que se encuentra anclada al citoesqueleto de actina a través de α catenina. Este complejo VE-cadherina/α-catenina es muy importante en las uniones adherentes que se dan entre las células endoteliales y que mantienen la integridad del endotelio. La interacción de los leucocitos con las células endoteliales activadas favorece la disociación del complejo VE-cadherina/α-catenina, y con ello la rotura de las uniones adherentes. Esto lleva a un aumento de la permeabilidad vascular y facilita la extravasación del leucocito hacia el tejido dañado.

## Fases de la migración al foco inflamatorio
Al producirse una infección se inicia la secreción de quimiocinas y citocinas (TNF,IL-1 e IL-6) que favorecen el reclutamiento de las células inmunes. El TNF y la IL-1 inducen, a través de la activación de diferentes factores de transcripción, un aumento de la expresión de la selectina E, así como de ICAM-1 y VCAM-1 (ligandos de las integrinas de los leucocitos) en las células endoteliales de los vasos sanguíneos. TNF e IL-1 estimulan además la secreción de diferentes quimiocinas que se unen a sus correspondientes receptores en los leucocitos, desencadenando cascadas de señalización que aumentan la afinidad de las integrinas por sus ligandos y contribuyen a dirigir el movimiento de los leucocitos.
De esta manera, comienza la fase de rodamiento. En esta fase de rodamiento, los leucocitos y el endotelio establecen contactos entre ellos a través de las selectinas y sus ligandos. Estos contactos son transitorios (la frecuencia de asociación-disociación es elevada). Estos contactos disminuyen la velocidad con que circulan los leucocitos, provocando que rueden sobre el endotelio.
Este rodamiento va a favorecer un aumento de las interacciones entre las integrinas y sus ligandos, aumentando la adherencia de los leucocitos al endotelio. Este aumento de adhesión lleva rápidamente a la adhesión firme del leucocito al endotelio. 
Paralelamente, el tejido dañado secreta diferentes sustancias que llevan a la activación de los leucocitos.
Una vez que se ha producido la adhesión firme al endotelio, comienza la extravasación leucocitaria o diapédesis propiamente dicha, por la que el leucocito atraviesa el endotelio y se incorpora al tejido dañado. Para que el leucocito pueda atravesar el endotelio, tienen que producirse una serie fenómenos de adhesión dinámicos que no están del todo definidos. Se sabe que esta extravasación puede ocurrir de dos formas distintas: de forma paracelular y de forma transcelular.  
De forma más frecuente los leucocitos transmigran de forma paracelular entre los bordes de las células endoteliales. En la transmigración paracelular intervienen las integrinas de leucocitos y sus ligandos en células endoteliales y otras proteínas que se expresan en células endoteliales y leucocitos como CD31.  La transmigración paracelular se consigue por ruptura transitoria y reversible de las proteínas de unión intercelular que mantienen las células endoteliales unidas (principalmente el complejo VE-cadherina). Cuando las integrinas de los leucocitos interaccionan con sus ligandos del endotelio, se activan una serie de quinasas que fosforilan la porción citoplasmática del complejo VE-cadherina, llevando así a la ruptura reversible de la unión entre células endoteliales, facilitando así el paso del leucocito entre las células endoteliales.
Los leucocitos, aunque de forma menos frecuente, pueden llevar a cabo la extravasación moviéndose a través de la célula endotelial en vez de desplazándose entre las células. Este proceso por el que el leucocito se desplaza a través de la célula endotelial se conoce con el nombre de migración transcelular.